# 계약이론
계약이론(契約理論, contract theory)은 경제학에서 일반적으로 정보 비대칭 상황에서 어떻게 경제 요인들이 계약적 배치를 구성할 수 있는지를 연구하는 이론이다. 대리, 인센티브와 연관되어 있기 때문에 계약이론은 법경제학 분야 안에 분류되기도 한다. 경제학 분야에서 이 주제를 공식적으로 다루었던 사람은 1960년대의 케네스 애로이다. 2016년, 올리버 하트와 벵트 홀름스트룀은 계약이론에 대한 공로로 노벨 경제학상을 받았다.

## 예시
- 조지 애컬로프는 레몬 시장의 역선택을 기술하였다.

## 같이 보기
- 계약
- 메커니즘 디자인
- 신제도경제학